# Sutlej
El riu Sutlej, també conegut com a Satluj i en cartografies angleses com a Sutlaj, és el més llarg dels cinc rius que flueixen per Panjab al nord-est de l'Índia i nord-oest del Pakistan. La seva font és al Tibet a prop del Kailash i acaba en el Panjab (Pakistan).
És l'afluent més oriental del riu Indus. La presa de Bhakra es construeix al voltant del riu Sutlej per proporcionar reg i altres instal·lacions als estats de Panjab, Rajasthan i Haryana., i rep al riu Beas i segueix al Pakistan unint-se al riu Chenab per formar el riu Panjnad, que més a baix uneix el seu curs al riu Indus a Mithankot.
Les aigües del Sutlej s'assignen a l'Índia en virtut del Tractat de les Aigües de l'Indus entre l'Índia i el Pakistan, i es desvien principalment cap a canals de reg a l'Índia com el Canal Sirhind, la línia principal de Bhakra i el canal de Rajasthan. El cabal mitjà anual és de 14 milions d'acres peus (MAF) aigües amunt de la presa de Ropar, aigües avall de la presa de Bhakra. Té diversos punts hidroelèctrics importants, incloent la presa de Bhakra de 1.325 MW, la central hidroelèctrica de Karcham Wangtoo de 1.000 MW i la presa de Nathpa Jhakri de 1.500 MW. La conca de drenatge a l'Índia inclou els estats i territoris de la unió de Himachal Pradesh, Punjab, Ladakh i Haryana.
Al Pakistan part del cabal d'aquest riu ha estat derivat per irrigar al desert de Cholistan. Claudi Ptolemeu i Flavi Arrià l'esmenten com Zaradros; als vedes figura com Sutudri o Satadru. El seu curs ha canviat diverses vegades amb els segles i els seus diversos cursos han estat traçats amb força probabilitat. Des de 1796 el Sutlej va deixar al Ghaggar i es va unir amb al Beas.